# Sistema di Controllo della Marcia del Treno

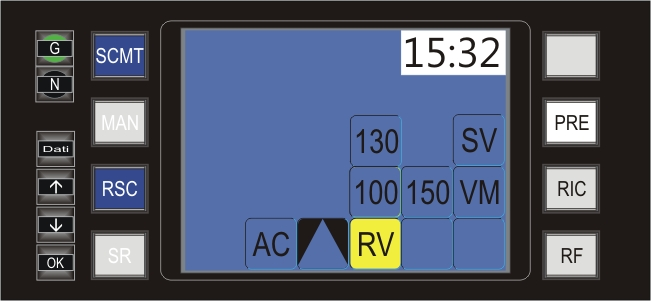
Bedienungsbildschirm

Sistema di Controllo della Marcia del Treno, abgekürzt SCMT, ist ein Zugbeeinflussungssystem mit Führerstandssignalisierung, das im Netz der RFI in Italien eingesetzt wird. Es nutzt Eurobalisen zur Datenübertragung zwischen Fahrzeug und Strecke und kann parallel zu ETCS Level 1 betrieben werden. Das System ist aus europäischer Sicht ein nationales Klasse-B-System. Für die Bezeichnung der Teilsysteme von SCMT werden die italienischen Begriffe aus dem EU-Regelwerk zur Interoperabilität der Zugbeeinflussungssysteme verwendet: Das streckenseitige Teilsystem wird als Sottosistema di Terra (SST) bezeichnet, das fahrzeugseitiges Teilsystem als Sottosistema di Bordo (SSB). SCMT-Ausrüstungen werden von mehreren Firmen, wie zum Beispiel Hitachi, ECM oder Mermec hergestellt.

## Fahrzeugseitiges Teilsystem

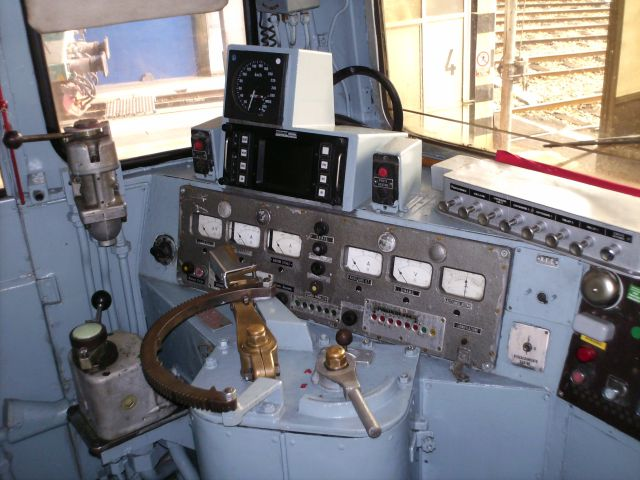
Führerraum der FS-Baureihe E.646 mit SCMT Bediengerät (Mitte)

Das italienische SCMT kann national als alleiniges Zugbeeinflussungssystem eingesetzt werden. Das europäische Zugsicherungssystem ETCS lässt die Verwendung nationaler Systeme zu.
Die SCMT-Fahrzeugausrüstung besteht im Wesentlichen aus folgenden Komponenten:
- Antennen zur Erfassung von Balisen-Telegrammen
- Antennen zur Erfassung der Information für die Führerstandssignalisierung (italienisch Ripetizione Segnali Continua, abgekürzt RSC)
- Eine Odometrie-Einrichtung zur Erfassung des zurückgelegten Weges
- Zwei Leitrechner für die Zugbeeinflussung und -sicherung (RSC) und die Zugsteuerung (CMT)
- Anzeige- und Bediengerät am Führerpult
- Eingriff in die Zugsteuerung, um eine Zwangsbremsung einzuleiten.
- Bremswirkgruppe zur Auslösung einer Zwangsbremsung

SCMT integriert zwei verschiedene Leitsysteme: RSC (Ripetizione Segnali Continua, Zugbeeinflussung) und CMT (Controllo Marcia Treno, Zugsteuerung). Je nach Betriebsmodus, der zur jeweiligen Streckenausrüstung passen muss, können die beiden Systeme einzeln arbeiten oder auch ergänzend zusammen wirken.
RSC ist das ältere System. Mittlerweile sind auch alle RSC-Strecken zusätzlich mit SCMT-Balisen ausgerüstet worden, so dass in diesem Fall beide Systeme zusammenarbeiten.
Durch die Informationen, die durch die Systeme übertragen werden, und die genaue Überwachung der Zugfahrt kann das System kontrollieren, ob der Zug die aktuell zulässige Geschwindigkeit und die Bremskurven einhält. Überschreitet ein Zug die jeweils erlaubte Geschwindigkeit z. B. um 3 km/h bzw. 5 km/h, leitet das System eine Zwangsbremsung ein. Geschwindigkeitsüberschreitungen oder das unerlaubte Vorbeifahren an haltzeigenden Signalen sollen so verhindert werden.

### RSC-Fahrzeugausrüstung
Die „Ripetizione Segnali Continua a 9 codici“ (kontinuierliche Signalrückmeldung mit 9 Signalbegriffen), kurz „RSC 9 Codici“ (RSC9) ist eine Erweiterung des vormals in Italien eingesetzten RSC mit vier Signalbegriffen (siehe RS4 Codici); es können mehrere, verschiedene Codes vom Gleis empfangen und unterschieden werden. Bei aktivem RSC-System (RSC-Taste leuchtet blau) werden auf dem Bildschirm des Bedien- und Anzeigegerätes die entsprechenden Code-Symbole angezeigt. Das Icon für den empfangenen Code ist farblich hervorgehoben.
Das RSC-System berechnet, abhängig vom empfangenen Code, die zulässige Höchstgeschwindigkeit für den aktuellen Block unter Berücksichtigung von eingegebenen Zugdaten.

### CMT-Fahrzeugausrüstung
Die Funktion „Controllo della Marcia del Treno“ (Zugfahrtsteuerung) im SCMT überwacht die jeweils zulässige Geschwindigkeit des Zuges. Berechnungsgrundlage sind die empfangenen Streckendaten und die vom Lokführer eingegebenen Zugdaten.
Es wird zwischen zwei Arten der Geschwindigkeitsbegrenzung unterschieden:
1. zulässige Konstantgeschwindigkeit und
2. Verminderung der zulässigen Geschwindigkeit.

Um Sprünge in den Geschwindigkeitskurven zu vermeiden, wird bei einer erforderlichen Geschwindigkeitsreduzierung eine Kurve auf einen Zielpunkt der Strecke auf die niedrigere Geschwindigkeit berechnet.
Höhere Geschwindigkeitsgrenzen werden sofort wirksam.
Die zulässige Geschwindigkeit wird für verschiedene Ebenen berechnet:
- für den Rang des Zuges („rango“)
- für den Rang der Strecke („grado“)
- für tageszeitliche Begrenzungen
- für Langsamfahrstellen
- für den Fall passivierter Zugbeeinflussungssysteme
- für das Passieren von abzweigenden Weichen
- für die Annäherung an haltzeigende Signale

Das SCMT-Bediengerät bietet dem Lokführer, außer der Aktivitätsanzeige des CMT-Systems (SCMT-Taste leuchtet blau), keine Anzeigen.

## Streckenseitiges Teilsystem

### RSC-Streckenausrüstung
Die RSC-Codes werden durch modulierte Wechselspannungen über die Gleise übertragen. Hierfür werden die Gleisstromkreise des Blocco automatico a correnti codificate (BACC) genutzt, die gleichzeitig zur Gleisfreimeldung verwendet werden. Die Gleise sind in Blockabschnitte unterteilt (in der Regel 1350 Meter, es sind aber auch kürzere und längere Abschnitte möglich) und in jedem Blockabschnitt wird ein Code gesendet. Weichenbereiche lassen sich nicht codieren.
Die folgenden Codes können übertragen werden:
| Code  | Bedeutung |
| ----- | --- |
| AC    | Kein Code (hinter haltzeigenden Signalen, im Weichenbereich, belegte Blöcke) |
| 75    | Ankündigung eines haltzeigenden Signals (am Blockende) |
| 120   | Vor einem Hauptsignal, das Fahrerlaubnis mit einer Weichenabzweigung von 30 km/h oder 60 km/h anzeigt |
| 120*  | Vor einem Hauptsignal, das Fahrerlaubnis mit einer Weichenabzweigung von 100 km/h anzeigt |
| 120** | Code wird nicht genutzt |
| 180   | - Wenn die Distanz vom Blockende bis zum haltzeigenden Signal weniger als 2700 Meter beträgt und der nächste Teilblock den Code 75 hat - Ankündigung eines nicht kodierten Streckenabschnitts - Ankündigung von Langsamfahrstellen und innerhalb von Langsamfahrstellen |
| 180*  | Wenn die Distanz vom Blockende bis zum haltzeigenden Signal weniger als 2700 Meter beträgt und der nächste Teilblock den Code 180 hat |
| 270   | Freie Strecke für mindestens 2700 Meter (zwei Blöcke) |
| 270*  | Freie Strecke für mindestens 4050 Meter (drei Blöcke) |
| 270** | Freie Strecke für mindestens 5400 Meter (vier Blöcke) |

### SCMT-Streckenausrüstung

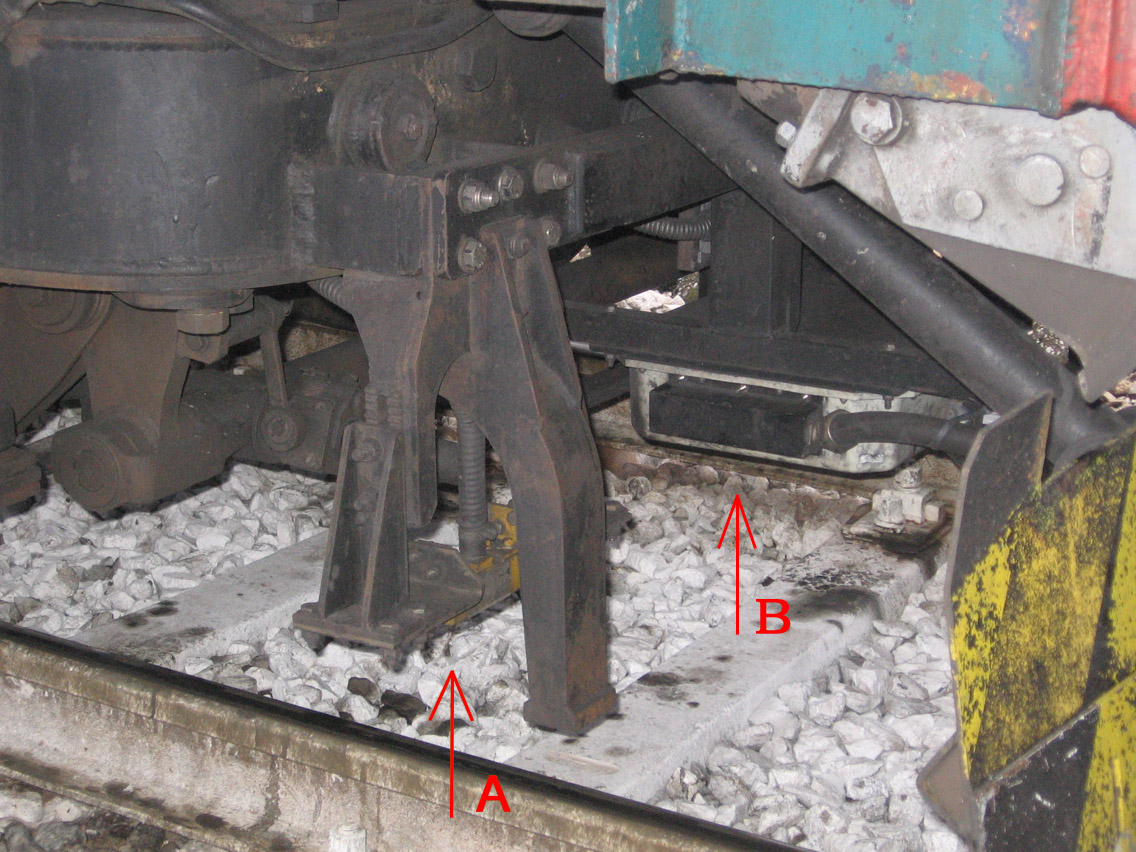
RSC-Antenne (A) und Balisenempfänger (B) an einer FS-Baureihe E.656

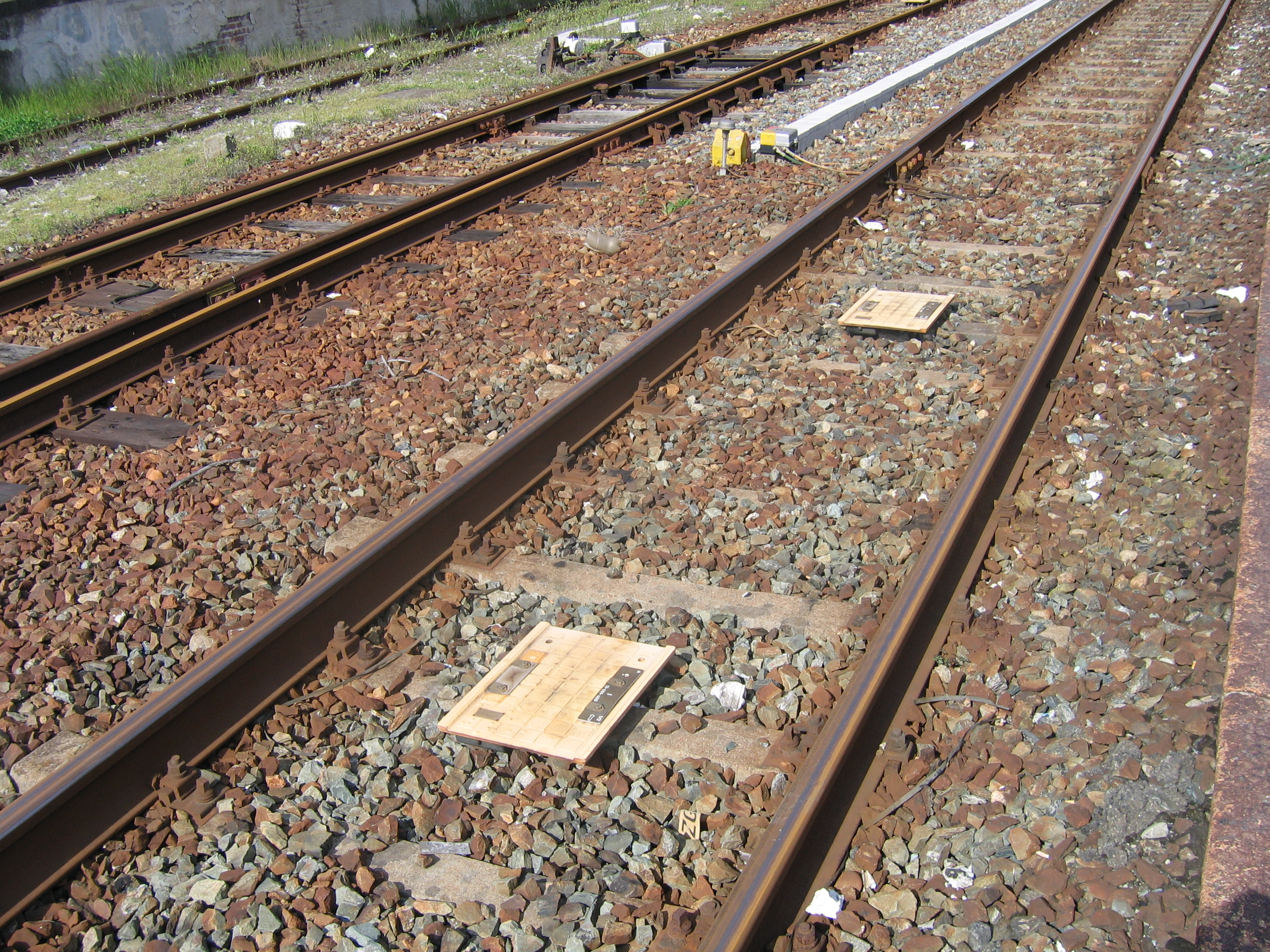
SCMT/RSDD-Balisengruppe (KER-Balisen)

Streckendaten, die die SCMT-Fahrzeugausrüstung zur Berechnung der aktuellen zulässigen Geschwindigkeit des Zuges braucht, empfängt sie von Balisen.
Die Balisen sind mittig auf dem Gleis montiert und senden ein Datentelegramm an den Zug, wenn er sie überfährt. Der Zug muss mit entsprechenden Antennen ausgestattet sein.
Die Balisen sind in Gruppen angeordnet. In der Regel werden Gruppen aus zwei Balisen verwendet, aber auch Vierergruppen sind zulässig. Jede Gruppe enthält im Telegramm eine eindeutige ID. Die Balisen einer Gruppe haben einen Abstand von drei bis sieben Metern.
Die Gleise sind für beide Fahrtrichtungen mit Balisen ausgestattet. Eine Nummerierung der Balisen-Telegramme innerhalb jeder Gruppe, ermöglicht das Erkennen der Richtung für die die Daten bestimmt sind. Telegramme mit aufsteigender Nummerierung sind für die Fahrtrichtung zu verwenden.
Balisengruppen sind miteinander verlinkt, d. h. im letzten empfangenen Telegramm wird die nächste Gruppe angekündigt. Dies kann über die Entfernung zur nächsten Gruppen oder dem Typ der nächsten Gruppe erfolgen. Beim Verpassen einer angekündigten Balisengruppe kann das CMT-System unterschiedliche Maßnahmen einleiten, unter anderen auch eine Zwangsbremsung.
Es gibt sogenannte feste Balisen (auch: Festdatenbalisen), die immer das gleiche Telegramm senden, und schaltbare Balisen (auch: transparente Balisen), die mehrere unterschiedliche Telegramme senden können, z. B. abhängig vom Signalzustand.
Zusätzlich gibt es auch mobile Balisen, die Langsamfahrstellen sichern.
Für die SCMT-Streckenausrüstung sind neun verschiedene Telegrammtypen definiert. Jedes Telegramm besteht aus einem Header, dem Telegrammtyp selbst und dem Datenteil. Manche Daten sind in mehreren Telegrammtypen enthalten.
Das für die Balisenkommunikation des SCMT verantwortliche Teilsystem ist auch unter dem Namen Ripetizione Segnali Discontinua Digitale (RSDD) bekannt.

## Einsatz
Die Ausrüstung mit SCMT ist auf dem gesamten Haupt- und Zubringernetz (rete fondamentale e complementare) abgeschlossen. Dies gilt auch für die Nachrüstung der Triebfahrzeuge. Eine Ausweitung auch auf die restlichen Nebenstrecken (rete secondaria) ist nicht geplant, dort kommt ein wesentlich einfacheres und reines Zugbeeinflussungssystem (SSC, Sistema Supporto Condotta) zur Anwendung.
Mit Ausnahme von RS4 Codici – dessen Hauptaugenmerk weniger auf der Steuerung der Zugfahrt als auf der kontinuierlichen Führerstandssignalisierung liegt – gab es vor dem SCMT in Italien kein Zugbeeinflussungssystem, das die Signalbeachtung überwachte.
Mittlerweile ist das gesamte italienische Streckennetz vollständig mit Zugbeeinflussungssystemen ausgestattet. Am 30. Juli 2015 waren 11.856 km mit SCMT, 4.242 km mit SSC (davon 221 km doppelt mit SSC+SCMT) und 654 km mit ERTMS ausgerüstet.